# Крат, Павел Георгиевич
Павел Георгиевич Крат (укр. Павло Георгійович Крат, англ. Paul Crath, 10 октября 1882 Красная Лука, Гадячский уезд — 25 декабря 1952 Торонто, Канада) — украинский общественно-политический и церковный деятель, писатель, журналист, редактор, переводчик и селекционер. Редактор газет «Червоний прапор», «Робочий народ», журналов «Кадило» (позже «Кропило»), «Віра і Знання».

## Биография
Павел Крат родился 10 октября 1882 года в селе Красная Лука Гадяческого уезда. В одиннадцатилетнем возрасте он вместе с семьей переехал в Лубны, где и закончил местную гимназию в 1903 году. По окончании обучения поступил в Киевский университет. В университете он увлекся политической деятельностью, был членом Революционной украинской партии, а позже Спилки. После революции он был вынужден покинуть университет и переехал во Львов и продолжил обучение в Львовском университете. Из-за участия в протестах украинских студентов в 1906—1907 годах, был арестован австро-венгерскими властями.
В 1907 году Крат эмигрировал в Канаду, где поселился в Виннипеге. В Канаде Павел вступил в Научное общество имени Тараса Шевченко, стал редактором украинской газеты «Червоний прапор», участвовал в различных организациях украинских социалистов. В 1909 году опубликовал сборник политических стихов «Соцiалистичнi вiрши», а в следующем году поэму «Січинський в неволi» и сборник поэм «За землю і волю». В 1913 году начинает публиковать юмористический журнал «Кадило», который позже переименовал в «Кропило».
Во время Первой мировой войны Крат начал изучать теологию и в 1917 году стал рукоположенный служителем пресвитерианской церкви. Он также продолжил свою издательскую деятельность — работал издателем социалистической газеты «Робочий народ» и церковной «Ранок». В тоже время он занимался переводческой деятельностью, участвовал в переводе нескольких произведений для сборника переводов канадской писательницы Флоренс Лайвсей Songs of Ukraina with Ruthenian Poems. С 1918 по 1925 год исполнял обязанности пастора украинской пресвитерианской церкви в Торонто. В 1920-х годах выехал в миссионерскую миссию в Европу и с 1924 по 1936 год основал около 30 протестантских общин на территории западной Украины. В конце 1930-х годов Крат вернулся в Канаду, где и служил пастором Объединённой церкви Канады до самой своей смерти 25 декабря 1952 года.